# Marstrand
Marstrand ist eine Kleinstadt in der schwedischen Provinz Västra Götalands län und historischen Provinz Bohuslän. Sie liegt etwa 30 km nordwestlich von Göteborg auf den Inseln Marstrandsö und Koö im Kattegatt. Marstrand liegt in der Gemeinde Kungälv.
Zuvor als zusammenhängender Tätort definiert, wies das Statistiska centralbyrån 2015 den auf der größeren östlichen Insel Koö liegenden, auch Arvidsvik genannten Ortsteil als eigenständigen Tätort Marstrand Arvidsvik aus. Der ältere Teil des Ortes auf der westlich vorgelagerten, durch eine etwa 200 Meter breite Meerenge getrennten Insel Marstrandsö heißt weiterhin als Tätort Marstrand. Der neuere Teil Arvidsvik hat heute mehr als doppelt so viele Einwohner wie das alte Marstrand.

## Geschichte

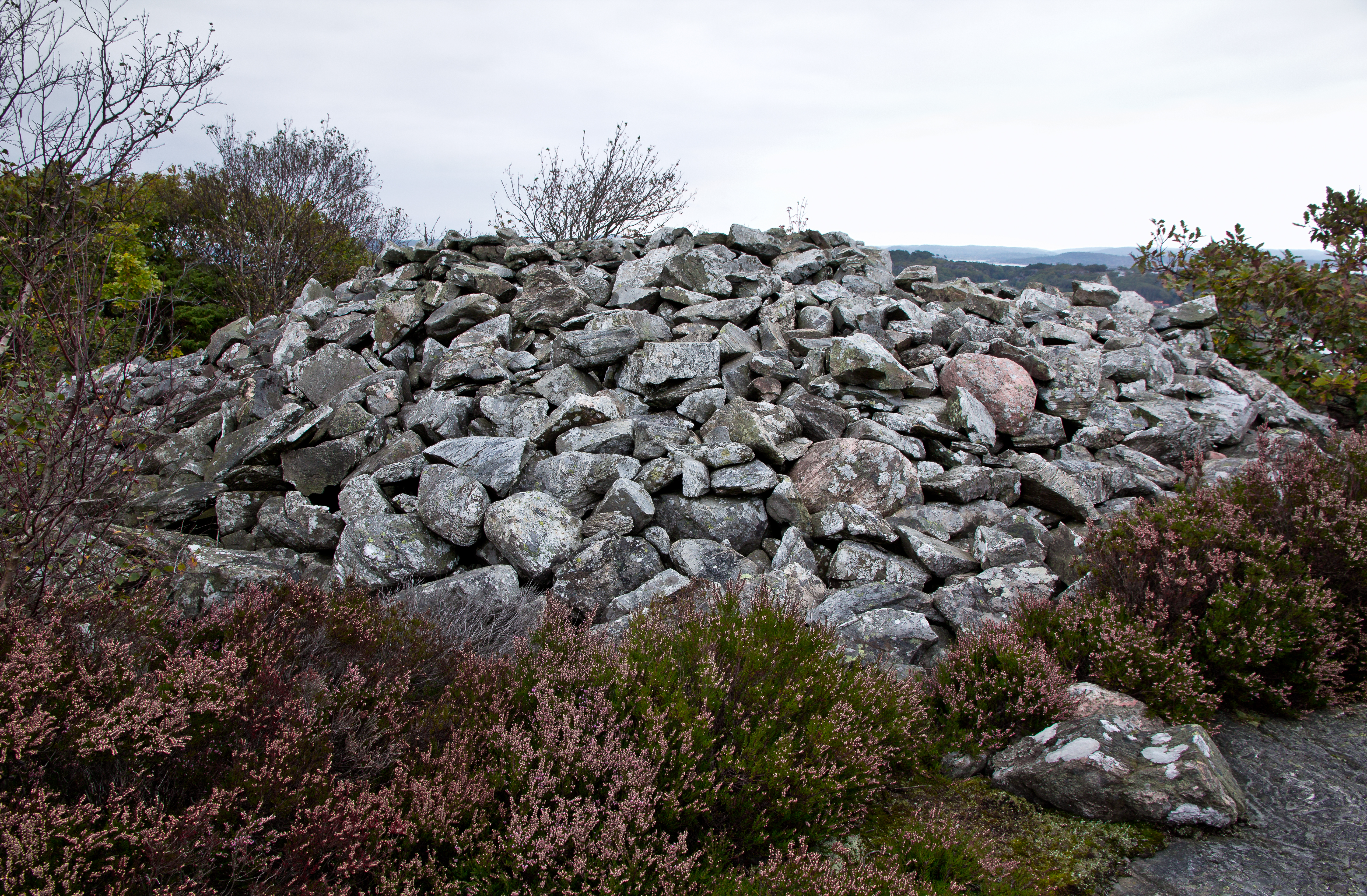
Röse Danska utkiken – im Rosenlund Reservat

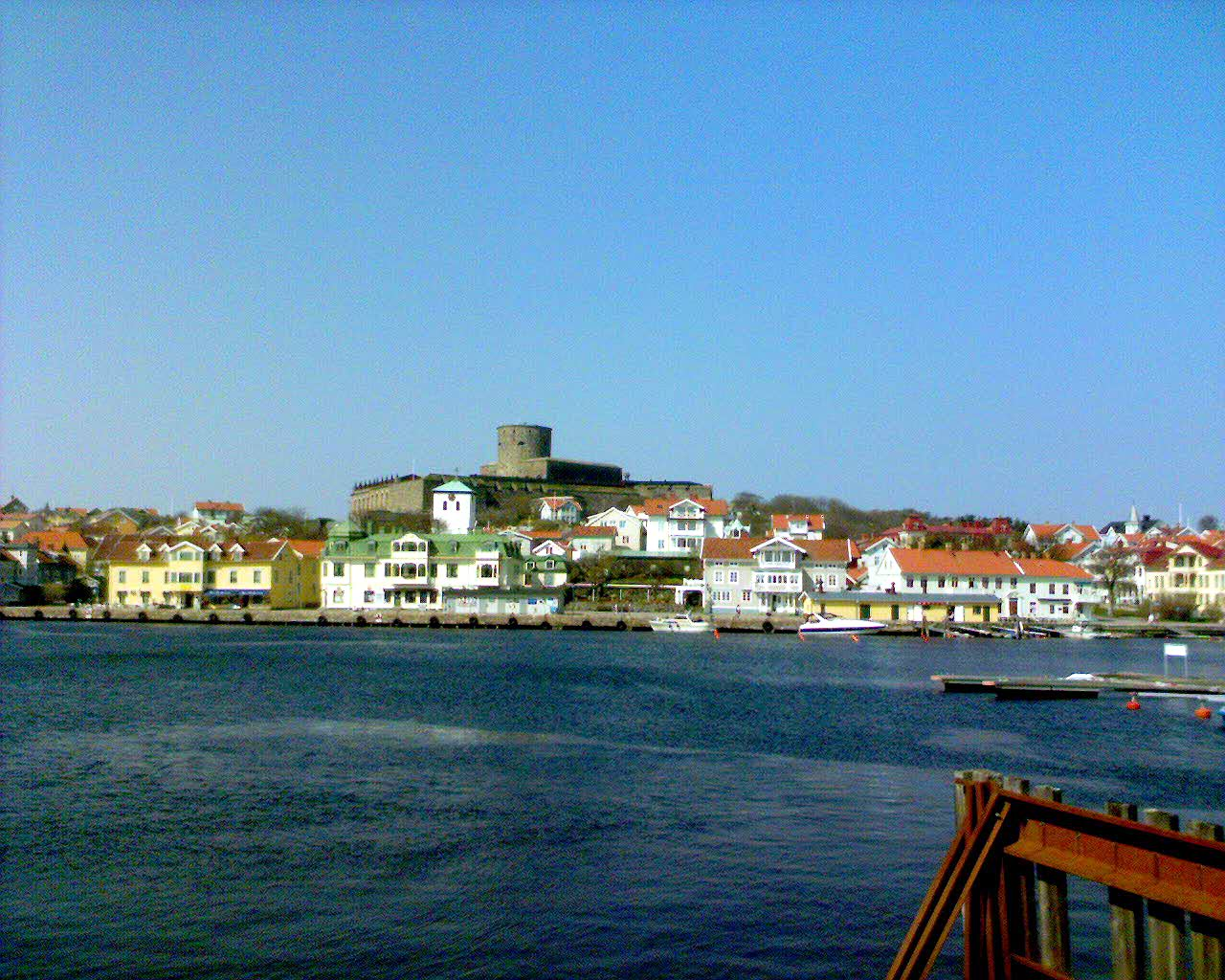
Blick auf Marstrand von Koö (Arvidsvik)

Wann Marstrand gegründet wurde, ist unklar, aber 1291 wurde der Ort in einem franziskanischen Dokument erwähnt, und 1313 wurde ein Privilegienbrief für die Bürger von Marstrand ausgestellt. Marstrand gehörte damals zu Norwegen und war ein wichtiger Fischerei- und Handelshafen. Von 1442 stammt die älteste bekannte Stadtrechtsurkunde, verliehen von Christoph III.
1658 kam Marstrand zu Schweden, und über der Stadt wurde 1689 die mächtige Festung Carlsten (Carlstens fästning) erbaut. 172 Stufen führen auf den Turm hinauf. Die zweite Hälfte des 18. Jahrhunderts war aufgrund des reichen Heringsfischfangs eine neue Blütezeit für Marstrand. 1775 wurde Marstrand Freihafen; dieser Privileg wurde jedoch 1794 wieder aberkannt.
Im 19. Jahrhundert stagnierte die Entwicklung der Stadt. Man versuchte, sich als Badeort zu profilieren, und als König Oscar II. gegen Ende des Jahrhunderts seine Sommer hier verbrachte, wurde Marstrand zu einem der wichtigsten Badeorte an der Westküste.
Im Ergebnis der Kommunalreform von 1862 blieb Marstrand Stadtgemeinde (stadskommun) und war in Folge die nach Einwohnerzahl kleinste Stadt Schwedens. Mit der Kommunalreform von 1971, durch die unter anderem Städte im politischen Sinne in Schweden abgeschafft wurden, ging die Stadtgemeinde Marstrand in der Gemeinde Kungälv auf.
Die schwedische Popgruppe ABBA drehte im Sommer 1980 in Marstrand den Videoclip zu ihrem Nummer-1-Hit The Winner Takes It All, in dem die Gruppe unter anderem im Sozietätshaus zu sehen ist.

## Stadtbild
Marstrandsö ist eine autofreie Insel und kann nur über eine Fähre von der Insel Koö erreicht werden. Auf Marstrandsö befindet sich der ältere Teil von Marstrand, der noch einen mittelalterlichen Grundriss hat. Die Häuser sind vorwiegend aus Holz gebaut. Das Stadtbild wird von der über der Stadt thronenden Festung Carlsten sowie von den Hotels und Villen der Badegäste aus dem 19. Jahrhundert geprägt. Interessante Gebäude sind Marstrands kyrka aus dem 14. Jahrhundert, das Sozietätshaus aus dem Jahr 1886, das Warmbad aus dem Jahr 1858 und das Grand-Hotel.

## Sport
Jedes Jahr findet Anfang Juli bei Marstrand die Segelregatta Match Cup Sweden statt. Im Juni 2009 war Marstrand Zielort der 8. Etappe des Volvo Ocean Race.

## Persönlichkeiten
- Nils Strömcrona (1664–1740), Marinesoldat, Lotse, Kartograf, Grafiker und Karikaturist
- Percy Dudgeon Quensel (1881–1966), Geologe